# 反三国志演義
『反三国志演義』（はんさんごくしえんぎ）は、周大荒によって執筆された三国志物の小説。通称『反三国志』。新聞『民徳報』において1924年に連載開始され、1930年に完結した。

## 概要
中国四大奇書の一つである『三国志演義』をベースにしながらも、周大荒自身が北京市内の古書店で購入した『三国旧志』なる怪しい古文書などをヒントにして書かれたとされている。
後の王朝が正統と認めた歴史書である正史には、しばしば編纂を行った王朝にとって都合の悪い記録などが削除されるなどといった改変が行われることにより、事実と異なることも記載されていることがあるので、その結果として闇に葬られてしまった事実を記した野史が『三国旧志』という古文書であるとして物語を始める。なお『反三国志演義』という名称通り、『三国志演義』も「正史に依拠した野史なので信用できない」として切り捨てている。
物語は『三国旧志』を古書店で見つけた時に、すでに冒頭部が失われてしまっていたためという理由で、『反三国志』は曹操が徐庶の母を捕らえて徐庶を魏に呼び寄せようとする計略が失敗するところから始まる。そして『三国志』や『三国志演義』とは反対に劉備や諸葛亮らの蜀漢が三国を統一するという内容となっている。また、時代に関係なく三国志終盤の武将（姜維や鄧艾、鍾会など）が物語初期からの武将である関羽や張飛等と共に登場する。さらに、劉禅は暗殺され、劉諶が劉備の跡を継ぐことになっている。また、『三国志』にも『三国志演義』にも存在しない本作オリジナルの人物として、馬超の妹で趙雲の妻となる女武将「馬雲騄」が登場する。
周大荒が当時の政情に鑑みて、蜀を中国国民党に、魏を腐敗した北洋軍閥に、孔明の北伐を国民革命軍のそれに擬えたとする説もある。物語内にもたびたび当時の政治家や軍閥への皮肉が登場する。
原作では学術研究書としての体裁を整える意図で、各回に曹問雪による批評（蒲松齢『聊斎志異』に倣い、「異史氏曰く」で始まるのが恒例）が付されている（日本語訳では省略されることが多い）。

## 日本語訳
- 反三国志（渡辺精一訳、講談社／講談社文庫 上下）
- 超・三国志「反三国志演義」より （今戸栄一編訳、GAMECITY文庫）